# Wolfgang von Szeliga-Mierzeyewski
Wolfgang Wladislaus Albert von Szeliga-Mierzeyewski (* 16. Mai 1926 in Kuressaare (dt. Arensburg)) auf der Ostseeinsel Saaremaa (Ösel) in Estland ist ein Heimatforscher des deutschsprachigen Öseltums.
Er wurde bekannt wegen seiner Tätigkeit als Heimatforscher des deutschsprachigen Öseltums. Er ist Herausgeber der Zeitung Arensburger Wochenblatt, die viermal im Jahr in deutscher Sprache erscheint. Die Zeitung ist das Leitorgan des deutschsprachigen Öseltums und wird auch in Estland gelesen. Von Szeliga vertritt überparteiliche und demokratische Prinzipien und genießt auf Ösel hohes Ansehen.

## Leben
Von Szeliga verbrachte seine Kindheit in Estland und verließ mit seinen Eltern im Jahr 1939 das Land während der deutschbaltischen Umsiedlung. Als Umsiedler wohnte er zuerst im besetzten Polen. Nach dem Zweiten Weltkrieg war er in Deutschland als Versicherungsbeamter tätig. Seit 1989 lebt er im Ruhestand.
| Personendaten    | Personendaten                                                             |
| ---------------- | ------------------------------------------------------------------------- |
| NAME             | Szeliga-Mierzeyewski, Wolfgang von                                        |
| ALTERNATIVNAMEN  | Szeliga-Mierzeyewski, Wolfgang Wladislaus Albert von (vollständiger Name) |
| KURZBESCHREIBUNG | estnischer Heimatforscher                                                 |
| GEBURTSDATUM     | 16. Mai 1926                                                              |
| GEBURTSORT       | Kuressaare                                                                |